# Eurhophaea hyrcanella
Eurhophaea hyrcanella är en fjärilsart som beskrevs av Hans Georg Amsel 1954. Eurhophaea hyrcanella ingår i släktet Eurhophaea och familjen mott. Inga underarter finns listade i Catalogue of Life.